# ホンダ・SR/SF
ホンダ・SR/SF（ホンダ・SR/SF）は、過去に展開していたホンダの直系自動車ディーラー網である。4輪自動車販売を本格的に開始した黎明期から、1985年（昭和60年）まで存在した。SRはSHOWROOM（ショールーム）、SFはSERVICEFACTORY（サービスファクトリー）の略称である。

## 概要
- 当時の本田技研工業は、オートバイメーカーとして確固たる地位を築いており、業販制度で全国販売網を構築していた。1962年（昭和37年）に4輪車への進出の意向を表明したが、当時のホンダ2輪販売店は町の小さな零細商店が大部分を占めており（後のホンダプリモ店でも、二輪販売店を出自とするディーラーが多く小規模な店舗が多かった）、現在のHonda Carsに該当する大資本の販売会社を全国各地（米国統治下の沖縄を除く）に作る余裕もなかった。そこで既存の業販々売網を生かす形で、店が行う販売以外の各種サービスをメーカーが支援する体制を構築した。
- SRは、全国のホンダの支店に存在し、小規模の販売店では確保できないショールームの代行を目的としていた。特に力を入れていた整備専門のSFは、全国の主要都市に存在した。比較的大きいSFになると、車輌の仕様毎に専門工場が用意された。例えば、第1整備工場が空冷エンジン専門、第2整備工場が水冷エンジン専門となり、自前の板金塗装部門が第3整備工場と、セクション毎に振り分けられていた。
- 1984年（昭和59年）7月に「株式会社ホンダサービス」が設立され、国内サービス機能と国内部品供給機能を統合し、SF制度は終了した。1985年（昭和60年）以降は、プリモ/クリオ/ベルノの3チャンネルに分割し、専売を主とした取り扱い車種と店舗数を増やしたが、2006年（平成18年）にHonda Carsへディーラー網が統廃合され、再び統一された。

## 黎明期の販売車種
- T360/T500
- S500
- S600/S600クーペ
- S800
- L700/P700/L800/P800
- 1300/1300クーペ
- N360/LN360
- TN360